# علي المر
أول مهندس نووي أردني. درس في الباكستان، وعمل في ليبيا. أسس وواكب البرنامج النووي الأردني، من موظف واحد، في مديرية الكهرباء، في وزارة الصناعة والتجارة، بتاريخ 18/ 5/ 1980 إلى هيئة للطاقة الذرية، تتبع رئاسة الوزراء، عام 2008؛ حيث تفرغ للبحث والتأليف والنشر العلمي. له مجموعة من الكتب العلمية، في مجال الطاقة والطاقة النووية واستخداماتها، والوقاية من الإشعاع والبيئة؛ وعدد كبير من البحوث والدراسات العلمية التي أسفرت عن مشاريع؛ وسلسلة من المقالات العلمية، تتعلق بالمشروع النووي الأردني الذي أعلن عام 2008؛ . ورغم قلة عدد الأيدي العاملة المتخصصة ونقص التمويل فقد تمكن من إدارة مجموعة صغيرة من الموظفين، تمكنت من تدريب وتأهيل وترخيص 2272 عامل نووي وإشعاعي في الأردن (مهندس وطبيب وفني.. الخ)، وترخيص 1130 مؤسسة وشركة وموقع عمل إشعاعي. وتأسيس وتطوير البنية المؤسسية للطاقة الذرية من شخص واحد عام 1980 إلى هيئة للطاقة الذرية عام 2008 
أنظر الطاقة النووية في الأردن؛ وأنظر كذلك مشروع البرنامج النووي الأردني

## المولد والنشأة
ولد علي المر، أو علي محمد عبد الرحمن مر، عام 1949، في خربة المركز من مَسَافر محافظة يطا جنوبي الضفة الغربية في فلسطين. وكان والده فلاحاً، يتنقل مع أسرته، بحثاً عن الرزق، في مدن الضفة الغربية التي كانت تشكل مع الضفة الشرقية المملكة الأردنية الهاشمية. فعاش في بتونيا وشعفاط وبيت حنينا في القدس وفي رام الله. وفي السنوات بعد عام 1958استقرت العائلة في مدينة يطا حتى غادرها، للدراسة الجامعية عام 1969. وفي عام 1973 اضطر لمغادرة الضفة الغربية نهائياً، ولم يعد إليها، بسبب مضايقات الاحتلال، والتي بلغت ذروتها على شباب البلدة، إثر حرب تشرين أول (أكتوبر) عام 1973.

## الدراسة
درس الطالب علي مر المرحلتين الابتدائية والإعدادية، في مدرسة يطا الثانوية، من عام 1957- 1966. والمرحلة الثانوية في مدرستي الإبراهيمية والحسين بن علي، في مدينة الخليل، من عام 1966- 1969. وفي عام 1969 تحصل على بعثة لدراسة الهندسة، في جامعة طرابلس في الجمهورية العربية الليبية، في ذلك الوقت. وفي عام 1974 اختير المهندس علي مر، ضمن مجموعة من خمسة من المهندسين المتفوقين، من خريجي كلية الهندسة، من أقسام مختلفة، وتم إيفادهم للتخصص في الهندسة النووية، في معهد العلوم والتكنولوجيا النووية، في ضواحي إسلام آباد، في الباكستان. وفي عام 1996 حصل على منحة، لدرجة الدكتوراه في فيزياء الإشعاع والوقاية منه من معهد الطاقة النووية في وارسو، في بولندا.

## العمل في ليبيا
في عام 1976 عاد المهندس علي المر إلى ليبيا بعد أن أنهى دراسته في الباكستان، والتحق بالعمل في إنشاء مركز البحوث النووية، قيد التأسيس في حينه، في تاجوراء قرب طرابلس، التابع لمؤسسة الطاقة الذرية الليبية. وكان من بين عدد قليل من الخريجين المؤهلين في مجال الطاقة النووية؛ الذين بدأوا هذا المشروع. ولقد عمل مع الدكتور البشير التركي، والخريجين الآخرين، في تأسيس البنية التحتية للطاقة النووية في ليبيا؛ وكان مسؤولاً عن الجانب المتعلق بالكهرباء. وكانت هذه الفترة قد شهدت: دراسات اختيار موقع مركز البحوث النووية؛ وأعمال تطوير الموقع؛ والمفاوضات مع الاتحاد السوفييتي السابق لتزويد ليبيا بمفاعل نووي قدرته 10 ميجاواط.

## التحول للعمل في الأردن
في عام 1979 عاد المهندس علي المر إلى الأردن ليستقر فيها. وكان يطمح لإنشاء مؤسسة للطاقة الذرية في بلده، كما في ليبيا. وأخذ يتردد على المؤسسات والوزارات يشرح فوائد الطاقة النووية، ويحاول إقناع المسؤولين فيها لإنشاء إدارة للطاقة النووية في الأردن، تتحول إلى مؤسسة وطنية للطاقة الذرية، في المستقل. وكان ممن قابلهم مروان القاسم، وزير التموين في حينه، العين، ورئيس الديوان الملكي الأردني لاحقاً، وشرح له أهمية الطاقة النووية في مجال حفظ المواد الغذائية بدلاً من الطرق التقليدية المكلفة التي تستخدمها الوزارة. ولقد أبدى الوزير تفهماً للموضوع. كما قابل المسؤولين في الجامعة الأردنية لتحفيزهم للاعتناء بالتخصصات والبحوث النووية. وفي سلطة الكهرباء الأردنية، قابل الدكتور إبراهيم بدران، والذي كان في ذلك الوقت مديراً في السلطة؛ وزيراً للتربية لاحقاً. وقابل وزير الصناعة والتجارة، في حينه، المهندس علي النسور، والذي أمر بتعيينه، مهندساً كهربائياً ونووياً، في مديرية الكهرباء، في الوزارة، اعتباراً من 18/5/1980.

## تأسيس قسم للطاقة النووية في الأردن
منذ أن باشر عمله أخذ المهندس علي المر يروج للاستخدامات السلمية النووية في جميع قطاعات التنمية، في الصناعة والزراعة والمياه والطب والبحث العلمي. وفي غضون عامين، تم إنشاء نقاط اتصال في جميع المؤسسات المعنية بالاستخدامات السلمية للطاقة النووية، والسلامة النووية والوقاية من الإشعاع؛ وهي: مستشفى البشير التابع لوزارة الصحة؛ وقسم الفحص بدون إتلاف في الجمعية العلمية الملكية؛ ومختبر بحوث المياه، في سلطة المياه؛ وأقسام الفيزياء والكيمياء والصيدلة، في الجامعة الأردنية؛ ووزارة الزراعة؛ وإدارة الكوارث، في المديرية العامة للدفاع المدني.
وفي موازاة هذه الجهود عمل المهندس علي المر على تكوين رأي علمي داعم للطاقة النووية، لدى المسؤولين وأصحاب القرار. فقام بإعداد عدد من الدراسات والتقارير العلمية التي تبين أهمية الاستخدامات السلمية النووية ومدى الفوائد التي حققتها الدول منها؛ أنظر الدراسات والخطط الأساسية لإدخال الطاقة النووية إلى الأردن. ولقد أسفرت هذه الجهود عن تأسيس أول قسم للطاقة النووية، برئاسته، وكان ضمن مديرية الكهرباء في وزارة الصناعة والتجارة. وعين معه موظفان: أحدهما مهندس كهربائي والآخر فيزيائي، غير أن القسم لقي دفعة قوية عندما زار مدير الكهرباء في الوزارة الدكتور إبراهيم بدران، في حينه، برفقة وزير العمل في حينه، الدكتور جواد العناني، ولاحقاً رئيس الديوان الملكي الأردني، والعين حالياً (في آذار 2015)؛ الباكستان عام 1982. حيث رتب لهما برنامج عمل شمل هيئة الطاقة الذرية الباكستانية والمؤسسات والمعاهد التابعة لها. ولقد كان لهذه الزيارة أثر كبير دفع الدكتور بدران، إلى إعداد تصور بعنوان نحو إستراتيجية أردنية لدخول العصر النووي رفعه إلى وزارة التخطيط ونسخة منه لمدير مكتب الأمير الحسن بن طلال ولي العهد في حينه؛ أكد فيه على أهمية الدخول بشكل مخطط للطاقة النووية؛ أنظر الدراسات والخطط الأساسية لإدخال الطاقة النووية إلى الأردن 

## تأسيس مديرية الطاقة النووية في الأردن
حتى حادثة تشرنوبل، في نيسان 1986 كان عدد موظفي الطاقة النووية لا يتجاوز 3 أشخاص. وقد شكلت الحادثة فرصة للمهندس علي المر للمطالبة بتمرير قانون الطاقة النووية الذي كان قد أعده منذ عام 1985، وبصدور القانون عام 1987: أصبحت قسم الطاقة النووية مثبتاً رسمياً في هيكلية وزارة الطاقة، وأصبح قسم الطاقة النووية، بموجب القانون، ذراعاً فنياً لهيئتين أنشئتا بموجب القانون أيضاً، هما: اللجنة الاستشارية للطاقة النووية؛ وهيئة الوقاية من الإشعاع، وهما هيئتان وطنيتان تضمان أعضاء من الوزارات والمؤسسات الأردنية المعنية. ولقد شغل المهندس علي المر بموجب القانون عضواً وأمين سر للجنة الاستشارية للطاقة النووية وعضواً ونائباً لرئيس هيئة الوقاية من الإشعاع؛ منذ صدور القانون وحتى عام 1997. وظهرت الحاجة للبدء في برنامج لتأهيل الأيدي العاملة، فبادر المهندس علي المر لإعداد دراسة جدوى لإنشاء مركز نووي للبحث والتدريب يضم مفاعلاً نووياً 5 ميجا واط منذ عام 1987 انظر الدراسات والخطط الأساسية لإدخال الطاقة النووية إلى الأردن. وقام بترتيب زيارة رسمية لهيئة الطاقة الذرية الباكستانية مع أمين عام الوزارة، وتم في هذه الزيارة الاتفاق على قبول الطلبة الأردنيين من حملة البكالوريوس في الهندسة والطب للدراسة في برامج الماجستير في الباكستان. كما تم الاتفاق مع الوكالة الدولية للطاقة الذرية على دعم مشروع مركز البحوث النووية، الذي تقرر أن ينشأ في جامعة العلوم والتكنولوجيا الأردنية، بناء على اتفاق مع المهندس علي المر ورئيس الجامعة، الدكتور كامل العجلوني، في حينه، رئيس المركز الوطني للسكري والغدد الصم حالياً (في آذار 2015). ولقد تأخر بناء المفاعل لأسباب إدارية حتى عام 2001 ثم 2008 أنظر مشاريع البرنامج النووي الأردني. وفي عام 1989 تم ترفيع قسم الطاقة النووية لمديرية في وزارة الطاقة أنظر الإدارات والمصادر البشرية في البرنامج النووي الأردني؛ كما تم زيارة معهد سيرن الأوروبي لتأهيل أساتذة الجامعات الأردنية في مجال البحوث العلمية في فيزياء طاقة الإشعاع.

## تأسيس هيئة الطاقة النووية الأردنية
بعد ترفيع قسم الطاقة النووية إلى مديرية عام 1989 بادر المهندس علي المر التحضير لإنشاء هيئة وطنية مستقلة للطاقة النووية وإعداد الدراسات وإجراء المقابلات اللازمة أنظر الدراسات والخطط الأساسية لإدخال الطاقة النووية إلى الأردن. وكان من أهم هذه الدراسات خطة متوسطة المدى بعنوان البرنامج النووي الأردني 1986- 2000 والذي تبنته الحكومة وقررت دعمه 
 ، وطلبت من الوكالة الدولية للطاقة الذرية دعمه. كما بادر بإعداد الخطة الخمسية للطاقة النووية، 1988- 1992، التي تضمنت إنشاء مركز للبحوث النووية يضم مفاعلاً نووياً، 5 ميجا واط، وأخذ موافقة الحكومة على إنشائه، تحت مظلة المجلس الأعلى للعلوم والتكنولوجيا، ويكون مقره في جامعة العلوم والتكنولوجيا، في إربد 
لقد اسفرت هذه الجهود عن أخذ موافقة الحكومة على إنشاء هيئة مستقلة للطاقة النووية ؛ وتضمين خطاب العرش الذي ألقاه الملك حسين بن طلال، عام 1992، أمام البرلمان مشروع إنشاء هيئة وطنية مستقلة للطاقة النووية في نفس العام ، وتأخر قيامها لأسباب إدارية حتى عام 2001. ومن المشاريع المهمة التي اقترحها المهندس علي المر، لأهميتها، وقام بإعداد الدراسات اللازمة لها والبدء في تنفيذها، وعمل منسقاً دولياً لها، في هذه المرحلة: مشروع استخلاص اليورانيوم من الفوسفات؛ ومشروع استكشاف اليورانيوم التقليدي؛ ولقد أغلق هذان المشروعان لأسباب إدارية 
؛ ومشروع شبكة الرصد الإشعاعي البيئي والإنذار المبكر للحوادث النووية، الذي نفذ بمبادرة الأردن، ودعوته الدول العربية (مصر والسعودية والعراق وسوريا) لإنشائه عام 1986، إثر حادثة تشرنوبل مباشرة، ثم دول الخليج العربي عام 1987 
ثم تبنته الوكالة الدولية للطاقة الذرية وحولته لمشروع إقليمي ثم أقاليمي (متعدد الأقاليم). ومشروع الخطة الوطنية الأردنية للطوارئ النووية والإشعاعية التي تشترك في تنفيذها 16 وزارة ومؤسسة وشركة محلية (أردنية). ولقد عمل المهندس علي المر منسقاً لهذه المشاريع لدى الوكالة الدولية للطاقة الذرية؛ ورئيساً للفريق الوطني للطوارئ النووية والإشعاعية، وفي عام 1991، أثناء حرب الخليج الثانية، اقترح إدخال الطوارئ النووية والإشعاعية ضمن اهتمامات الفريق الوطني الأردني للطوارئ والكوارث التابع لوزارة الداخلية، ومثل وزارة الطاقة وإدارة الطاقة النووية في هذا الفريق. ومن المشاريع الأخرى المهمة التي بادر إلى إنشائها مشروع مراقبة الحدود لمنع تهريب المواد النووية والإشعاعية إلى الأردن؛ ومشروع قاعدة بيانات المواد المشعة وأجهزة الإشعاع والشركات والأفراد العاملين في المجال الإشعاعي في الأردن. ونظراً لأهمية ضبط استخدام المواد المشعة؛ قام بإعداد عدة فصول من دستور ممارسة العمل الإشعاعي ومنها تعليمات الترخيص؛ حيث عمل رئيس اللجنة الوطنية الأردنية لترخيص العمل الإشعاعي. وفي المجال البيئي قام باقتراح والإشراف على تنفيذ مشروع بحثي ، لتحويل 340 ألف عملية قياس إشعاعي، أجريت في سياق البحث عن المعادن، بوساطة طائرة مروحية، إلى جرعات إشعاعية، لجميع مساحة الأردن، وإنشاء خرائط كنتورية لهذه الجرعات ؛ 
 وحساب آثارها الصحية 

لقد شكلت التطورات السابقة أساساً قوياً لتطوير البنية المؤسسية للطاقة النووية في الأردن، من مديرية في وزارة الطاقة إلى هيئة وطنية مستقلة. فباشر بإعداد قانون الهيئة المستقلة، عام 1992، ولقد تأخر تمرير القانون لأسباب إدارية؛ حتى أمكن تمريره تحت رقم 29 سنة 2001؛ وفي عام 1996 قدم تصوراً لوزارة المالية عن مزايا تطوير مديرية الطاقة النووية إلى هيئة وطنية مستقلة، وطالب برصد المخصصات اللازمة لها في موازنة 1997 
. ولقد وافقت الحكومة على رصد المخصصات المطلوبة، وعلى تخصيص 120633 متر مربع من أراضي منطقة شفا بدران قرب عمان لهذه الغاية. وفي نفس العام قاد فريقاً من الخبراء والمهندسين لإعداد التصاميم الهندسية اللازمة لها. كما تمكنت المديرية من الحصول على قطعة أرض مساحتها 30,000 متر مربع، في منطقة سواقة، لإنشاء مطرح للنفايات النووية، وبوشر في إنشاء مبنى النفايات عليها ؛ ووضع تعليمات إدارة النفايات المشعة والبدء في جمع النفايات من المؤسسات المعنية ودفنها فيه 

 
ونظراً لأهمية البحث العلمي واستخدام الإشعاع في حفظ المستلزمات والعقاقير الطبية قام المهندس علي المر بإعداد دراسة جدوى لإنشاء مرفق مشعع جامي. ولقد تم تنفيذ المشروع على مرحلتين ليكون أول مصدر إشعاع جامي كبير في الأردن يستخدم لهذه الغاية 

؛ أنظر كذلك مشاريع البنية التحتية؛ في البرنامج النووي الأردني.
لقد شهد عام 1996 الكثير من المشاريع والمشاركات الدولية والإقليمية، ما دعا الوكالة الدولية للطاقة الذرية إلى تصنيف الأردن من بين أفضل ثلاث دول في إقليم غرب آسيا ، الذي يضم 26 دولة، في مجال التخطيط والمتابعة في العمل النووي؛ وأول دولة في الإقليم من حيث تشريعات الوقاية من الإشعاع، واستعدادات الطوارئ الإشعاعية؛ فقررت الموافقة على دعم إنشاء المفاعل النووي، بقدرة 1 ميجا واط . وفي عام 1997 نقل المهندس علي المر للعمل مستشاراً لوزير الطاقة، وعمل على متابعة مشروع إنشاء الهيئة، التي تأخرت لأسباب إدارية حتى عام 2001 ؛

## تأسيس هيئة الطاقة الذرية الأردنية
في عام 2001 نقل الدكتور علي المر إلى سلطة المصادر الطبيعية ، بعد إنشاء هيئة الطاقة النووية. ولقد عمل على إعادة إحياء مشروع اليورانيوم الذي كان أغلق عام 1998. وتمكن من إنشاء إدارة مستقلة لليورانيوم في السلطة عام 2005. ولقد استقطبت هذه الإدارة اهتمام الحكومة نتيجة ارتفاع أسعار النفط، وفي عام 2007 تم إنشاء شركة حكومية خاصة باليورانيوم هي، الشركة الأردنية لمصادر الطاقة. وفي عام 2008 قامت الحكومة بضم هذه الشركة إلى هيئة الطاقة النووية، تحت مسمى هيئة الطاقة الذرية الأردنية. وتم فصل مهام الرقابة عن مهام التطبيقات النووية ، وإنشاء هيئة جديدة للرقابة الإشعاعية تحت مسمى هيئة الأمان النووي والوقاية من الإشعاع؛ أنظر الطاقة النووية في الأردن.

## اهتمامات أخرى
وغير الجانب العلمي والمهني يهتم الدكتور علي المر باللغة العربية؛ ويعمل قدر الإمكان على تأليف العلوم باللغة الأم؛ ومنها كتابه «سلسلة الذرة والحياة» والذي يتكون من 4 أجزاء. كما ابتكر رسماً للخط العربي لاستخدامه: كرموز علمية عربية، وفي الكتابة والتأليف العلمي باللغة العربية. ولقد نشر هذا الخط المبتكر في ورقة علمية قدمها في الموسم الثقافي الحادي والعشرين الذي نظمه مجمع اللغة العربية الأردني في أيار 2003 

ويهتم كذلك بالجانب الاجتماعي والتطوعي. فهو عضو مؤسس في جمعية موسى بن نصير الخيرية لأبناء يطا ومقرها عمان الأردن؛ ورأس الجمعية في دورتها الأولى؛ وعضو مؤسس لجمعية الرسالة التعاونية للإقراض والاستثمار ؛ وكان رئيساً لها وأميناً للسر؛ عدة دورات. وعضو مؤسس في جمعية طيبة التعاونية للإسكان؛ والتي قامت بإنشاء 130 مبنى وعمارة سكنية، بمساحة بناء أولية مقدارها 240 ألف متر مربع، على قطعة أرض مساحتها 130 دونماً في منطقة السرو من ضواحي مدينة السلط قرب عمان العاصمة الأردنية؛ وشغل أميناً للصندوق ورئيساً للجمعية عدة دورات. وهو كذلك عضو مؤسس في الجمعية الأردنية لإعجاز القرآن والسنة، ويشغل أمين صندوقها.
وفي الجانب السياسي: انضم الدكتور علي المر لجماعة الإخوان المسلمين، في مطلع الثمانينيات من القرن الماضي؛ والتحق بحزب جبهة العمل الإسلامي، في الأردن، بعد إنشائه. وعمل في عدة مواقع في الحزب؛ ورأس اللجنة المركزية للطاقة والثروات الطبيعية؛ وعضوية مجلس شورى الحزب الثامن.